# Liparis liliifolia
Liparis liliifolia är en orkidéart som först beskrevs av Carl von Linné, och fick sitt nu gällande namn av Louis Claude Marie Richard och John Lindley. Liparis liliifolia ingår i släktet gulyxnen, och familjen orkidéer. Inga underarter finns listade i Catalogue of Life.

## Bildgalleri

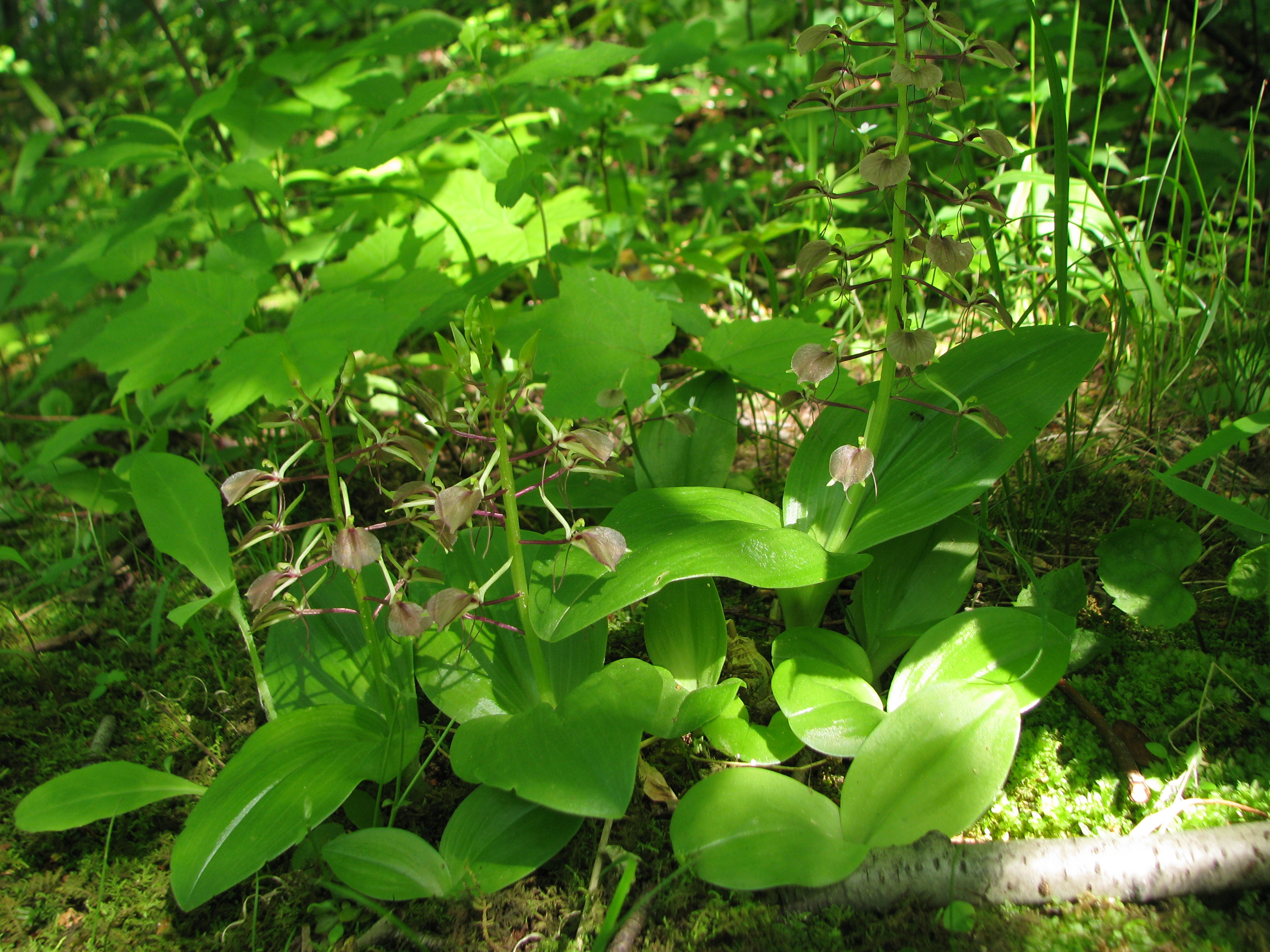
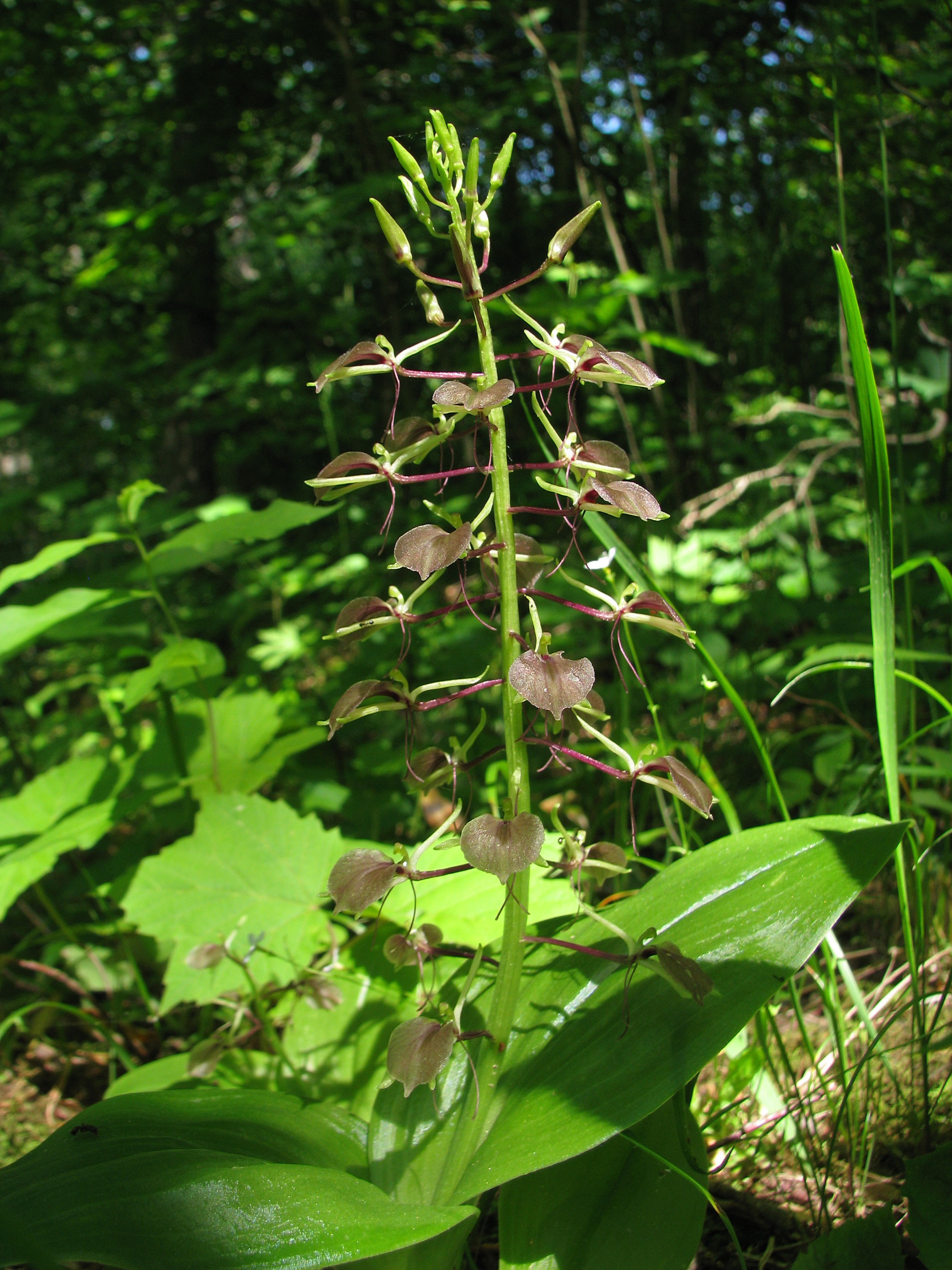
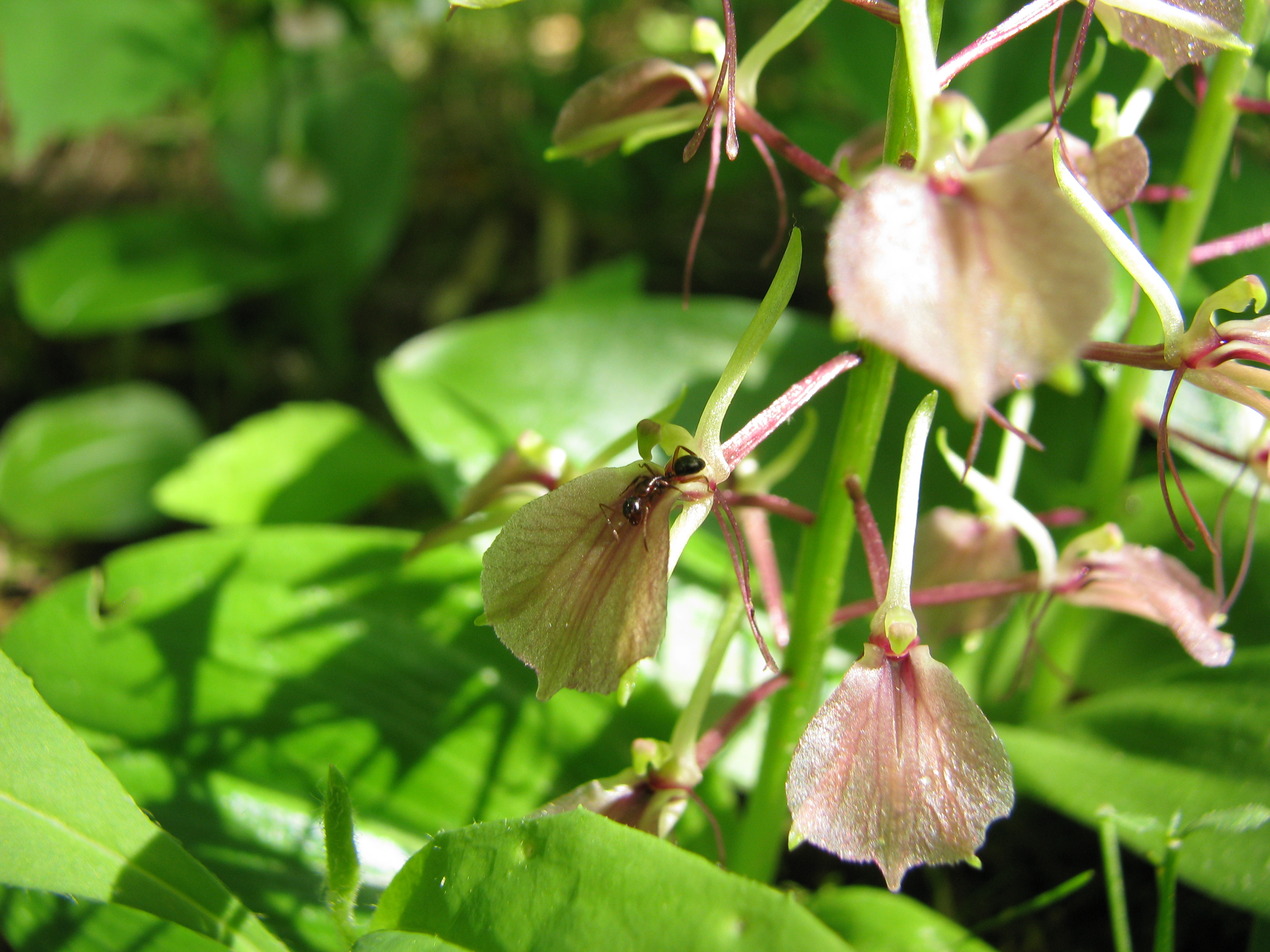
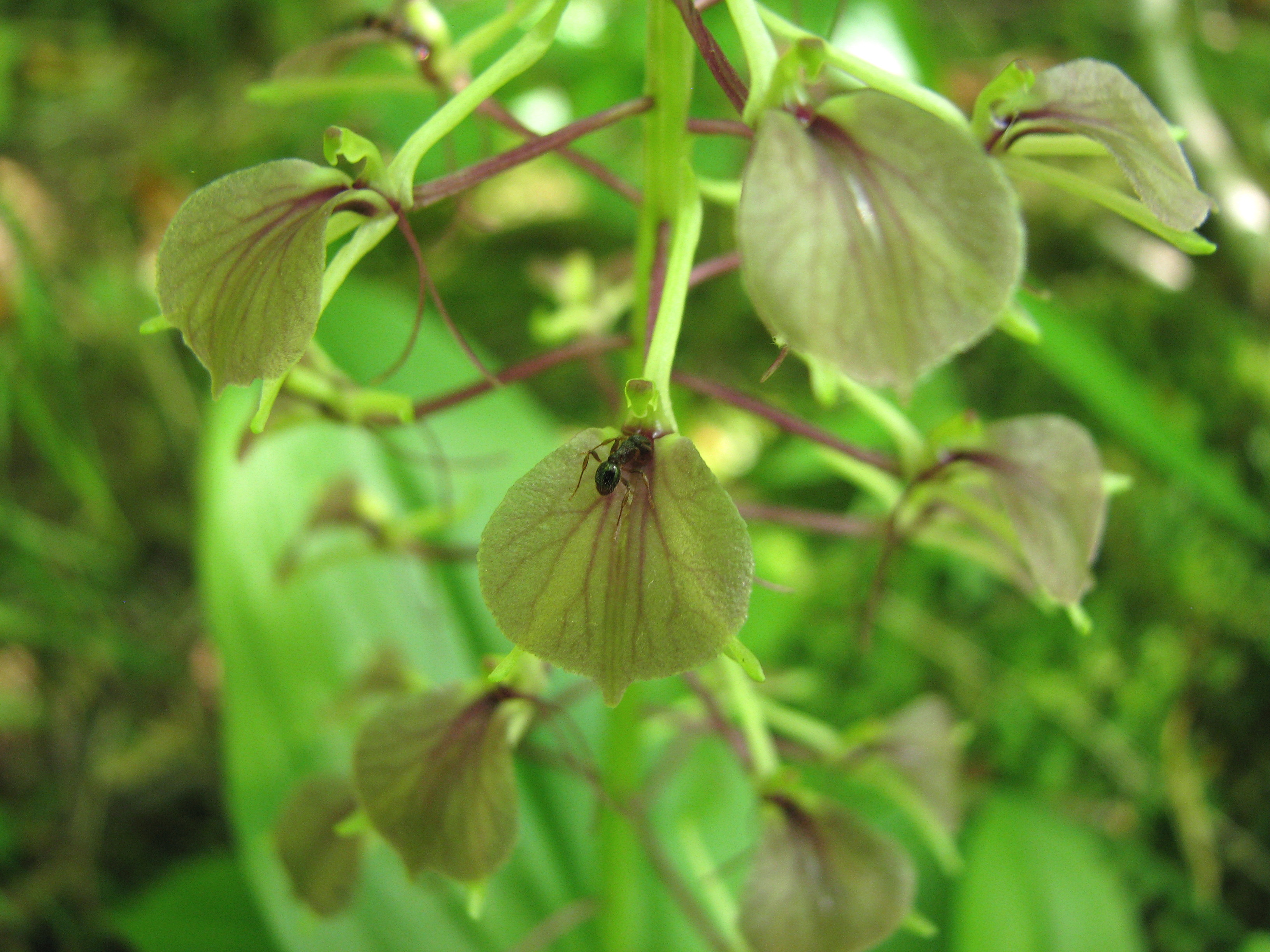